# 古罗马化妆习俗
化妆品起初在古罗马用于各种仪式上，后变为女性日常生活使用的物品，尤其多为娼妓和富有女性使用。

## 化妆品使用情况
一些从中国、德国和高卢进口的时尚化妆品价格高昂，以至于在公元前189年，Lex Oppia试图限制它们的使用。这些“奢侈品牌”大量生产出山寨产品，卖给经济条件较差的女性。工人阶级的女性能够消费得起这些便宜的化妆品，但却没有时间或奴隶来帮她们上妆，化妆是件很费时的事情，因为天气和廉价成分的原因，一天之内需要补妆好几次。
女性都在私下化妆，通常在一间男性不进入的小房间里。化妆侍女（为女主人梳妆打扮的女性奴隶）的手艺常被称赞。她们会用cultus 为她们的主人打扮, 这是一个拉丁词，意思包括化妆品、香水和珠宝首饰。
香氛是美容的一个重要方面。香气逼人的女性被视为是富有之人。那是化妆品里许多成分都有恶臭，因此女性常常大量使用香水。
基督徒女性不使用化妆品，因为她们认为应该感恩和歌颂上帝赐予的一切而非装饰他物以求变美。一些男性，尤其是异装者，会使用化妆品，尽管这被视为娘娘腔和不合时宜的事。
所有的化妆品原料也被用作药物，治疗许多小病症。铅虽然有毒性，依然被广泛使用。

## 男性对化妆品的看法
罗马人对于化妆品的看法随着帝国的扩张而变化。化妆品品类随着边境贸易的扩展而增多，财富的聚集提供给女性额外的奴隶和时间来梳妆打扮。从希腊和埃及等战败国传来的对于美丽的看法对罗马产生了深刻影响。罗马人和他们东方的贸易伙伴不同的是，他们只能接受“保存美丽”，而无法赞同“非天然的修饰”。除了在光线不好的时候加重妆容使其可见之外，其余时候女性都追求自然的妆容，以便看起来贞洁。人工美通常被看作是勾引人的，这也使男性疑惑女性化妆到底是为了吸引谁。因此男性通常认为使用化妆品是欺骗的、操纵他人的。维斯塔贞女们从不化妆，因为她们本该看起来圣洁纯净。其中一位名为Postumia的贞女违反了这条准则, 最终被定罪为乱伦。
现存的所有提到化妆品的文章（全由男性撰写）中，只有奥维德支持化妆品的使用。舆论认为过度使用化妆品的女性是不道德的、欺诈的，甚至认为她们是在练习某种巫术。尤维纳利斯写道，“买香氛和乳液的女人脑子里一定想着通奸”，并且不屑女性对于化妆品的需求，认为它们是无用的。香水的使用更是受到批判，因为它们被认为是用来掩饰性爱和酒精的味道的物品。塞内卡建议贞洁的女性不使用化妆品，在他看来，在罗马使用化妆品是道德的败坏。斯多葛主义也同样反对使用化妆品，他们反对使用一切人造奢侈物品。虽然没有现存由女性撰写说明女性对于化妆品的态度的文章，但化妆品的广泛使用显示出女性接受的态度和对使用化妆品的享受。

## 护肤
清透白净的肌肤是有闲阶层的象征，这也成为了罗马人眼中美丽的一个重要特质。罗马本地女性并不是天生白皮肤，因此她们在户外活动时会在脸上涂上油，让亮白肤色的妆容符合大众的审美观念。
女性在上妆之前通常会使用面膜。其中一个面膜是在睡前将羊毛（脂）里的汗涂到脸上，散发出的恶臭经常让男性嗤之以鼻。其他原料包括果汁、种子、牛羊角、粪便、蜂蜜、植物、胎盘、骨髓、醋、胆汁、动物尿液、硫磺、鸡蛋、没药、香、乳香、贝壳、动物脂肪和洋葱、大麦和野豌豆等。用驴奶泡澡是奢侈的享受，这和化学焕肤有相同效果，像克娄巴特拉七世和波培娅·萨比娜这样的富有女性会使用此方法美容。
泡完澡后，罗马女性会在脸上涂上增白剂，如白垩粉、白泥灰、鳄鱼粪便和白铅。罗马人虽知铅有毒，但不足以阻止她们对于变白的追求。增白剂中的其他成分包括蜂蜡、橄榄油、玫瑰水、藏红花、动物脂肪、二氧化锡、淀粉、芝麻菜、黄瓜、大茴香、蘑菇、蜂蜜、玫瑰花瓣、罂粟、没药、乳香、杏仁油、百合、水芹菜和鸡蛋。
罗马人不喜欢皱纹、雀斑、晒斑、脱皮和痤疮。为了抚平皱纹，她们使用天鹅的脂肪、驴奶、阿拉伯树胶和豆类粗粉。疹和雀斑使用蜗牛灰治疗。她们在痤疮上贴上矾做成的薄片以免留疤。罪犯和被解放的奴隶也使用这种圆形或新月形的贴片来遮住身上的烙印。
在罗马，女性在头部以下的體毛被认为是不悦目的。因此，女性使用剃、拔、用树脂胶带扯下、用浮石刮下等方法去除體毛。老年女性因为脱毛被嘲笑，因为脱毛最初被视为是性爱前的准备。

## 胭脂
虽然古罗马人喜欢苍白的肤色，但同时也认为脸颊上的一抹红晕是美丽的，好气色显出良好的健康状况。普鲁塔克认为，太多胭脂会让女性看起来过于艳丽，马提亚尔嘲笑使用胭脂的女性，认为它可能会在太阳下融化。胭脂的来源包括泰尔朱砂、玫瑰、罂粟花瓣、海藻、红铅粉、朱草和鳄鱼粪便。红赭石是一种相对比较昂贵的胭脂，从比利时进口而来，用石头磨成粉。虽然人们知道硃砂和红铅具有毒性，这两种原料依然被广泛使用。价格便宜一点的替代原料包括桑葚汁水和酒糟。

## 眼妆

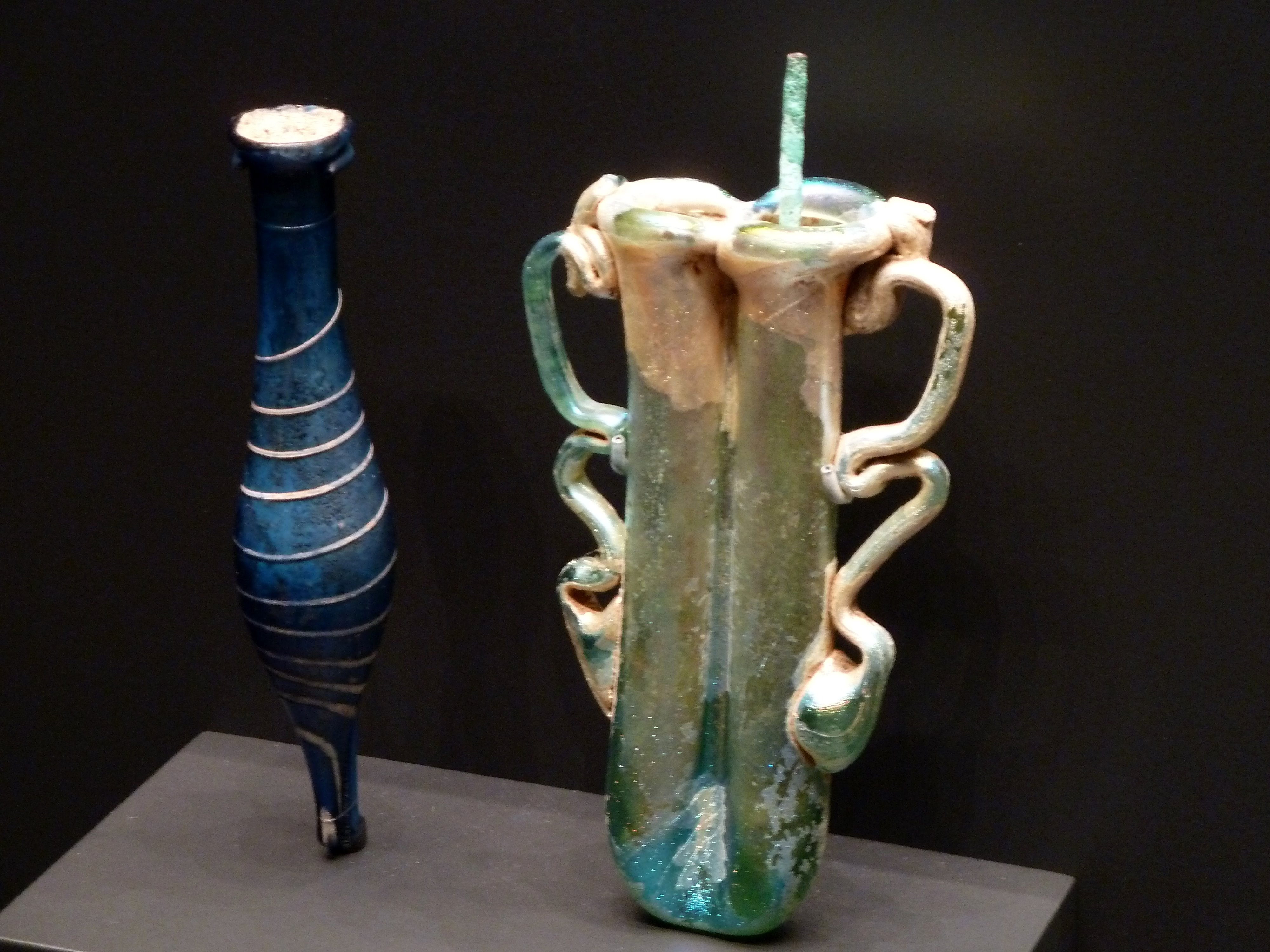
罗马玻璃香水瓶和两部分组成的眼部化妆品容器。

罗马人认为大眼睛、长睫毛是完美的。老普林尼写道，过度的性爱会让睫毛脱落，因此女性十分注重保持睫毛的长度，以此来证明她们的贞洁。
化妆墨是最主要的眼部化妆品，其原料为灰、煤烟和锑，也会添加藏红花，来让眼影粉味道不那么刺鼻。眼影粉的化妆工具是圆棍，由象牙、玻璃、骨头或者木头制成，需要先将圆棍浸泡在油或水中，之后再蘸取眼影粉上妆。使用眼影粉化妆是从东方传来的技术。除了眼影粉，烧焦的玫瑰花瓣和枣核也被使用来加深眼睛。
女性也使用彩色眼影来突出她们的眼睛。绿色眼影的原料是有毒的孔雀石，蓝色眼影是由蓝铜矿制成。
罗马人偏爱深色眉毛，双眉几乎在山根相连。为了达到这种效果，她们使用锑或煤烟来加深眉毛颜色，然后朝中间晕染。拔眉开始于公元前一世纪，罗马人以此来让整个妆容看起来更整洁。

## 嘴唇、指甲和牙齿
虽然有证据显示口红的使用在古代文明中就有出现，但并没有史实能确定罗马人也曾使用口红。罗马人给指甲染色的材料是从一种印度昆虫中提取出的红色染料。通常只有富人修建指甲，有理发师替她们将指甲剪短，这和现代人的卫生习惯相似。
虽然口腔卫生在当今才受到重视，但古罗马人十分喜欢洁白的牙齿，因此由骨头制成的假牙、象牙和膏十分受欢迎。奥维德的言论显示了当时社会对于洁白牙齿的看法，写道：“若你笑的时候露出的牙齿是黑色、牙太长或是不整齐，你便是在给你自己造成无限的伤害。”罗马人还使用粉末和小苏打让口气保持清新。

## 香水

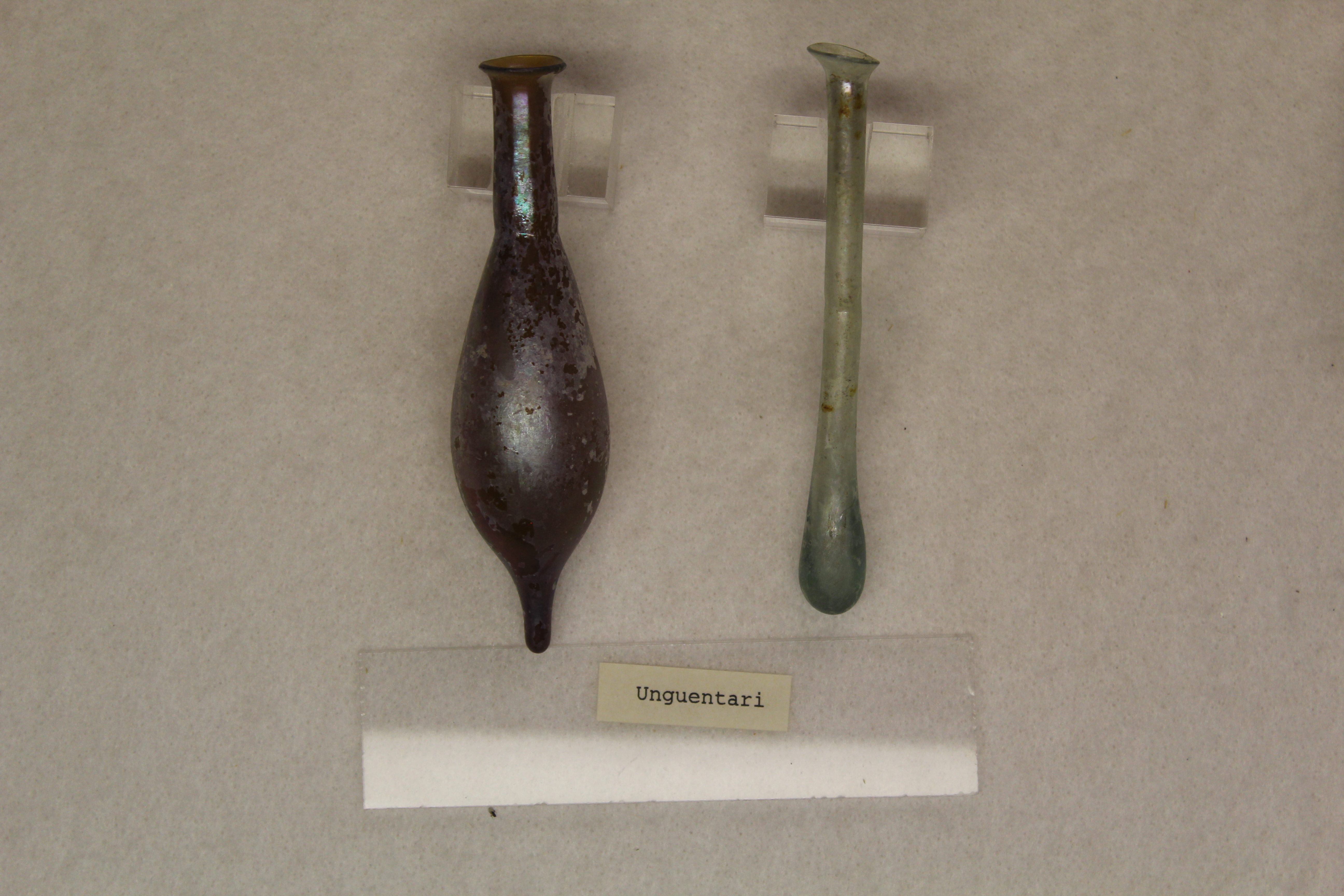
在博斯科雷亚莱别墅展出的名为unguentari的罗马香水瓶

香水在古罗马很受欢迎，大量被使用，以至于西塞罗曾说，“女人最应该有的香味就是没有味道。”那时的香水有液体状、固体状和粘性物状，是将花瓣、草药和油通过溶剂提取制成。蒸馏技术和其他大部分的香水原料都从东方进口。意大利最重要的香水市场是加普亚的瑟普拉西亚。将香水涂或洒在使用者身上，那时人们认为使用香水可以避免包括发烧、消化不良等一些小病。不同的香味适用于不同的场合，男性和女性使用的香味也不同。由明矾、鸢尾花和玫瑰花瓣制成的香体剂也很常见。
除了个人使用以外，香水还在食物中使用，也在屋子里使用来使空气清新。

## 容器和镜子
市场上售卖的化妆品通常是片状和块状。富有女性会购买装在由黄金、木头、玻璃和骨头制成的精致容器中的昂贵化妆品。化妆墨装在分开的管状物中，可以装进多种颜色的眼部化妆品。公元一世纪叙利亚发明的吹制玻璃降低了化妆容器的价格。最常见的玻璃颜色为青色。角斗士的汗水和竞技场里战斗的动物的脂肪会装在纪念品壶中进行售卖，具有提升肤色的作用。
古罗马的镜子大多是手持镜子，由抛光金属或在玻璃背后涂上水银制成。人们认为花过多时间照镜子的女性是缺乏自信的。

## 娼妓及其化妆品
化妆品的过度使用通常会和娼妓形象联系起来，被认为是不道德、诱惑人的。拉丁语lenocinium实际上有“娼妓”和“化妆品”两个意思。因为收入较低，娼妓通常使用廉价化妆品，散发出恶臭。为了掩盖化妆品的恶臭，娼妓会使用浓烈的具有异域风情的香水，这股混合的味道使得妓院恶臭难闻。娼妓的收入大多取决于她们的外表，因此当她们变老时，她们会使用更大量的化妆品。化妆品会作为礼物或者一部分付款送给娼妓。
化妆品起初在古罗马用于各种仪式上，后变为女性日常生活使用的物品，尤其多为娼妓和富有女性使用。一些从中国、德国和高卢进口的时尚化妆品价格高昂，以至于在公元前189年，Lex Oppia试图限制它们的使用。这些“奢侈品牌”大量生产出山寨产品，卖给经济条件较差的女性。工人阶级的女性能够消费得起这些便宜的化妆品，但却没有时间或奴隶来帮她们上妆，化妆是件很费时的事情，因为天气和廉价成分的原因，一天之内需要补妆好几次。

## 男性使用化妆品
在古罗马，尽管社会无法接受，男人也会使用化妆品。携带镜子的男人被认为是娘娘腔，化上美白的妆容的男人更是被认为是不道德的，因为人们认为男人在户外劳作，肤色理应成为小麦色。少量使用某些香水和适度除毛是被接受的。过度除毛的男性也被看作是娘娘腔，除得过少又会被认为看起来是粗野的。罗马人认为帝王爱慕虚荣是十分不合时宜的，奥托王就是一个例子。埃拉伽巴路斯王除去了他全身所有的毛，经常化妆，造成了罗马的许多不幸。